# Liste der Bodendenkmale in Bad Bramstedt
In der Liste der Bodendenkmale in Bad Bramstedt sind die Bodendenkmale der Stadt Bad Bramstedt nach dem Stand der Bodendenkmalliste des Archäologischen Landesamts Schleswig-Holstein von 2016 aufgelistet. Die Baudenkmale sind in der Liste der Kulturdenkmale in Bad Bramstedt aufgeführt.
| Denkmal-ID           | Befundart           | Bezeichnung                                                            | Zeitstellung                 | Lage | Bemerkungen | Bild |
| -------------------- | ------------------- | ---------------------------------------------------------------------- | ---------------------------- | ---- | ----------- | ---- |
| aKD-ALSH-Nr. 004 157 | Grabmal > Grabhügel | Grabhügel                                                              | Vor- und/oder Frühgeschichte |      |             |      |
| aKD-ALSH-Nr. 004 158 | Grabmal > Grabhügel | Grabhügel                                                              | Vor- und/oder Frühgeschichte |      |             |      |
| aKD-ALSH-Nr. 004 159 | Befestigung > Burg  | Burg/Motte/Ringwall/Turmhügel „Schwedenschanze“, „Stipsdorfer Schanze“ | Mittelalter                  |      |             |      |